# Кристофър Мастърсън
Кристофър Кенеди Мастърсън (на английски: Christopher Kennedy Masterson) (роден на 22 януари 1980 г.) е американски актьор. Познат е с ролята си на Франсис в „Малкълм“. Негов по-голям брат е актьорът Дани Мастърсън, който е известен с ролята на Стивън Хайд в „Шеметни години“.